# القسطل (فلسطين)
القسطل، قرية فلسطينية مهجرة، تقع على بُعد 10 كم إلى الغرب من مدينة القدس، تشرف على طريق القدس– يافا الرئيسية المعبّدة من الجهة الجنوبية الغربية، لأن الطريق واقعة على ارتفاع 525 متراً عن سطح البحر، في حين ترتفع القسطل نحو 725-790 متراً.
تعرَّضت القسطل عام 1948 لعدوان يهودي بغية الاستيلاء عليها للاستفادة من موقعها الاستراتيجي الذي يُعد البوابة الغربية للقدس، فاستبسل المجاهدون العرب في الدفاع عنها بقيادة الشهيد عبد القادر الحسيني، لكنّ اليهود تمكنوا في النهاية من احتلالها وتدمير بيوتها بعد أن طردوا سكانها العرب منها. وفي عام 1949 أقام الصهاينة مستعمرة «كاستل» على بقعة هذه القرية العربية.

## نبذة تاريخية وجغرافية
يعتبر موقع قرية القسطل استراتيجياً لتحكمه بطريق القدس– يافا، كما ارتبطت بطرق ممهدة أخرى بقرى صوبا، خربة العمور، بيت نقوبا، بيت سوريك، عين كارم، سطاف وقالونيا.
كانت قلعة صغيرة تقوم على بقعة القسطل في عهد الرومان ثُم في أيام الحروب الصليبية. سميت قرية القسطل عند انشائها بهذا الاسم تحريفاً لكلمة “كاستل” الإفرنجية ومعناها ’الحصن‘، حيث كانت الوظيفة العسكرية أهم وظائف القرية لتَميُّز موقعها بسهولة الحماية والدفاع.
يجري وادي قالونيا، وهو الجزء الأعلى من مجرى وادي الصرار، على مسافة 2 كم إلى الشرق من القسطل، وفي طرفها الغربي يقع مقام الشيخ الكركي. بالنسبة لبيوت القرية فبُنيَت من الحجر، واتخذ مخططها شكلاً دائرياً أو شبه دائري. بالرغم من امتدادها العمراني على طول المنحدرات الشرقية لجبل القسطل، لم تتجاوز مساحته في عام 1945 الخمسة دونمات. كما كانت شبه خالية من المرافق والخدمات العامة ومعتمدة على مدينة القدس المجاورة لها.

## احتلال القرية وتطهيرها عرقياً

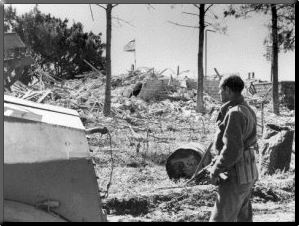
جندي من الهاغاناه في قرية القسطل في 5 نيسان/أبريل 1948. في نيسان/أبريل 1948، قادت الهاغاناه عملية نحشون بهدف فتح طريق تل أبيب إلى القدس. وكانت قرية القسطل تحتل موقعا استراتيجيا على هذا الطريق في منطقة القدس

وقعت القسطل في قبضة الاحتلال قبل الشروع رسمياً في عملية نحشون، حيث يدّعي المؤرخ الإسرائيلي بيني موريس أنّها كانت أول قرية عربية احتلتها «الهاغاناه» في حرب 1948، بهدف احتلالها احتلالاً دائماً، وهذه دعوى مشكوك في صحتها.
هاجمت كتيبة «البلماح» الرابعة القرية في 3 نيسان\ أبريل واحتلتها. انقضّت وحدة طليعية من المغاوير على القرية قبل بزوغ الفجر، ثمّ تلتها القوة الأساسية التي ظلّت تصُدّ الهجمات المضادة حتى الليل. حيث أفاد مراسل صحيفة «نيورك تايمز» أنّ المعارك استمرت في محيط القرية خلال الأيام القليلة اللاحقة، بينما تشير وثائق «البلماح» إلى أنّ الهجوم الأول لم يواجه بأية مقاومة، وأنّ المدافعين عن القرية وسكانها غادروها من قبل. أمّا المؤرخ الفلسطيني عارف العارف فيقول: إنّ خمسين رجلًا من مجاهدي القرية دافعوا عنها، ولم ينسحبوا إلّا عند نفاذ ذخائرهم، كما يؤكد تقرير ورد في صحيفة «فلسطين» أنّ سكان القرية غادروها عقب هجوم في منتصف آذار\ مارس، لكنّه يقول إنّ هؤلاء الرجال خرقوا الحصار الذي فرضته قوات «الهاغاناه» وانسحبوا إلى قرية مجاورة. وفق ما جاء في صحيفة «نيورك تايمز» فإنّ المحتلين التابعين للهاغاناه سيّجوا مواقعهم بالأسلاك الشائكة، في 5 نيسان\ أبريل.
بعد يومين شرعوا في استخدام طائرات التدريب لقصف القوات الفلسطينية المحيطة بالقسطل، بالقنابل. في 8 نيسان\ أبريل، استعاد المجاهدون الفلسطينيون القرية في معركة قتل خلالها زعيمهم، قائد منطقة القدس عبد القادر الحسيني. وتشير تقارير الهاغاناه إلى أنّ نفرًا من القادة اليهود قُتِل أيضًا أثناء الانسحاب. مرّت أيام من القتال العنيف قبل الهجوم الفلسطيني المضاد، الذي شنّ في الساعة الواحدة والدقيقة الثلاثين ظهرًا تحت غطاء من القصف المدفعي ونيران الرشاشات، حيث كتب مراسل صحيفة «نيورك تايمز»: «لقد تسلّقوا المنحدرات الصخرية الوعرة الشديدة الانحدار وهم يطلقون صرخات الحرب». في الساعة الثالثة بعد الظهر دخلت قوة مؤلفة من عدة مجموعات من المجاهدين الفلسطينيين القرية. مع ذلك، فإنّ قوات «البلماح» استرجعتها بهجوم بدأ ليل 8-9 نيسان\ أبريل. لمّا اقتربت القوات من القرية هذه المرة فوجئت بها فارغة، ذلك بأنّ المجاهدين الذين استردوا القسطل كانوا يشاركون في مأتم قائدهم الشهيد عبد القادر الحسيني في مسجد الصخرة، حيث طوقت قوات «البلماح» القرية ببعض الآليات المدرعة منعًا لوصول التعزيزات ثمّ شرعت في اقتحامها. تزامن هذا الهجوم مع المجزرة التي وقعت في دير ياسين التي لا تبعد أكثر من 5 كم عن القسطل. ورد في كتاب «تاريخ الهاغاناه»: «وعادت القسطل ثانية وإلى الأبد إلى أيدي اليهود».
ما أن استولت قوات «البلماح» على القرية حتى راحت تنسف منازلها، في سابقة تكررت في كل القرى التي احتلت في سياق عملية «نحشون»، عللت تسوية منازل القرية بالأرض بأنّها تسهل حماية الموقع، وتحول دون وقوعه ثانية في يد العرب. في سياق ذلك، ذكر المؤرخ الفلسطيني عارف العارف أنّ القوات الصهيونية دمرت أبنية القرية كلها، بما فيها المسجد الذي يضُم المقام. كما تؤكد رواية لصحيفة «نيورك تايمز» أنّ مسجد القرية دمر، غير أنها تشير إلى أن ذلك حدث في الشهر السابق، ليلة 16 آذار\ مارس. ونسبت الصحيفة إلى عبد القادر الحسيني الذي استشهد دفاعًا عن القرية، قوله «إن تهديم المسجد يعتبر عمل شائن، وأنّ المسجد لم يستعمل قط إلّا للعبادة».

## القرية اليوم
يغطي المنحدرات الجنوبية، الشمالية والشرقية للموقع ركام المنازل وأنقاض المصاطب الحجرية، التي كادت الأعشاب البرية تحجبها. أمّا أنقاض القلعة القديمة فما زالت قائمة على قمة الجبل. كما أنشئ في الموقع ملجأ تحت الأرض جنوب غربي القلعة. شمالي القلعة وشرقيها تتواجد الخنادق العسكرية. بالإضافة لذلك، تنبت أشجار الخروب، التين والزيتون على الطرفين الشمالي والغربي للموقع، بينما ينبت الصبّار في طرفه الجنوبي.
الموقع كلّه، بما في ذلك أجزاء من القلعة، أمسى مركز سياحة إسرائيلي.

## المستعمرات الإسرائيلية على أراضي القرية
في سنة 1951، أنشئت مستعمرة «معوز تسيون» على أرضي القرية، وفي وقت لاحق ضُمّت إلى مستعمرة «مفسيرت يروشلايم»، التي أسّست في سنة 1956 على أراضي قالونيا، لتشكلا معًا ضاحية القدس المعروفة باسم «مفسيرت تسيون».

## معرض صور

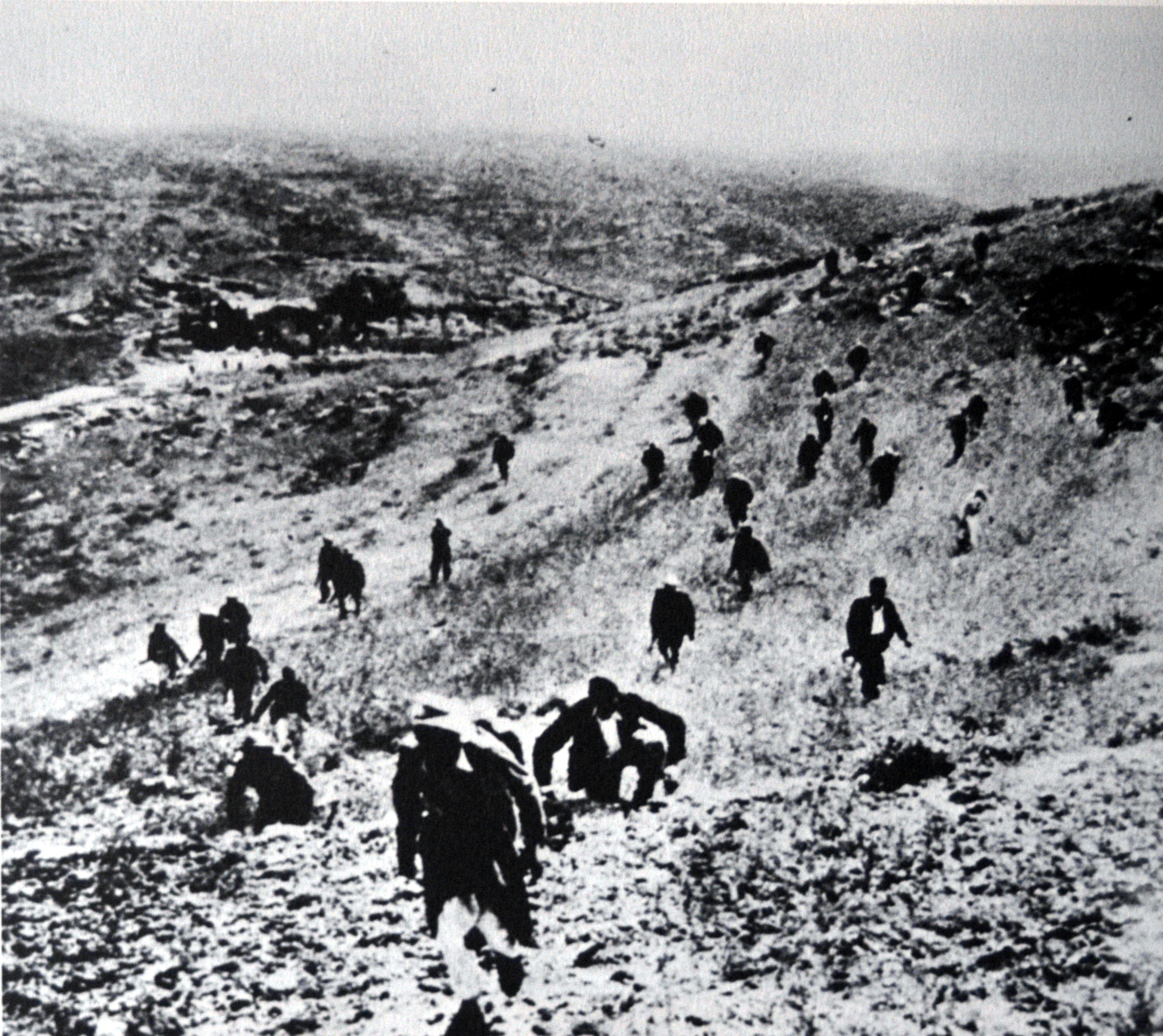
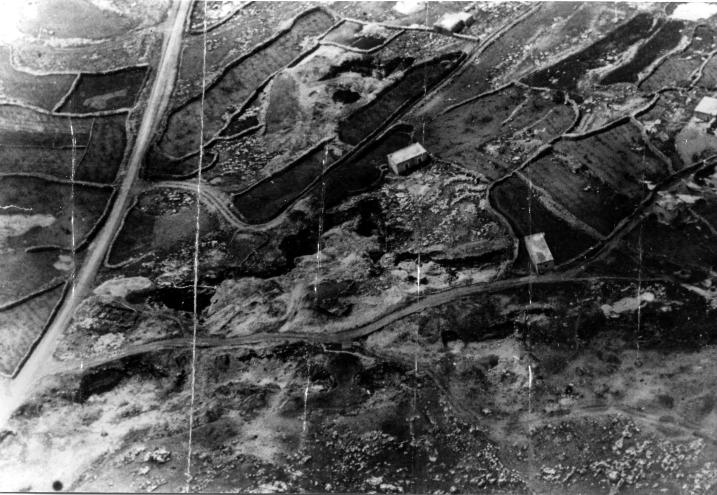
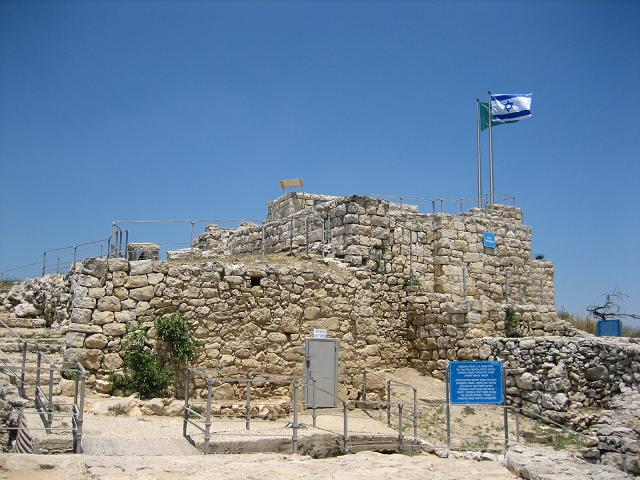
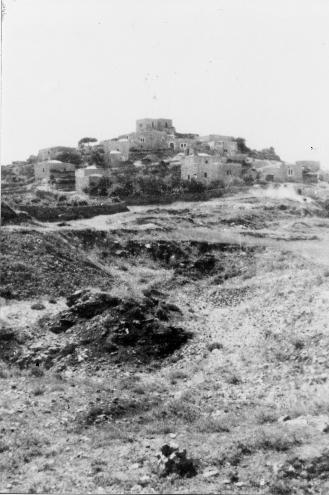
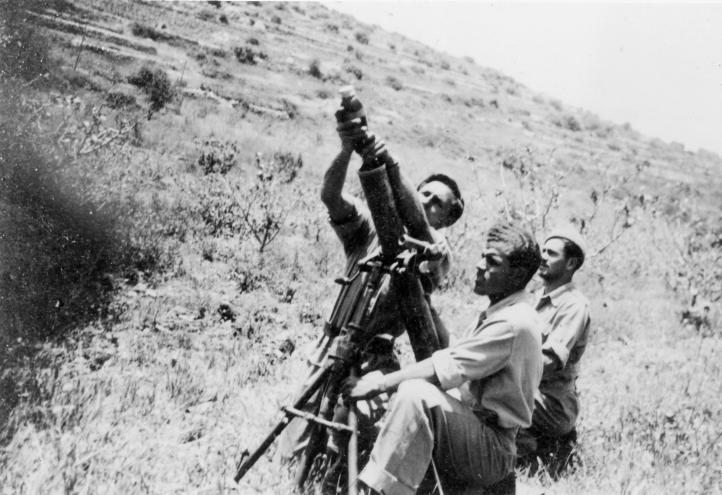
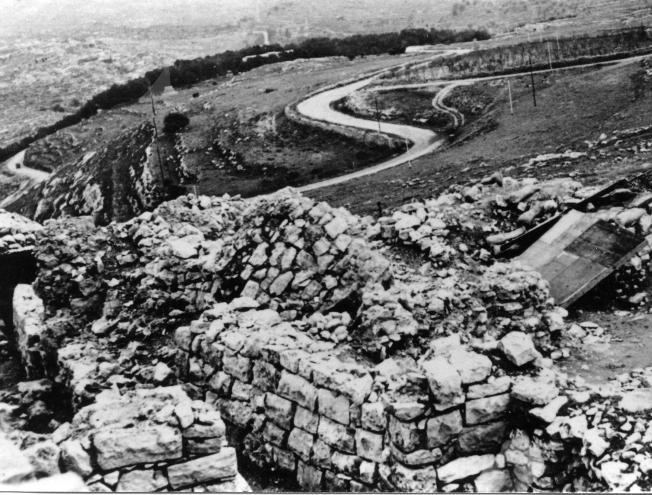